# 20.º Regimiento Antiaéreo (motorizado)
El 20° Regimiento Antiaéreo (motorizado) (Flak-Regiment. 20 (mot.)) fue una unidad de la Luftwaffe durante la Segunda Guerra Mundial.

## Historia
Fue formado el 26 de agosto de 1939 en Bruchsal. En junio de 1940 es reasignado a la Brigada Antiaérea Veith. Fue reformado en enero de 1944 en Alemania.

## Comandantes
- Coronel Karl Veith – (26 de agosto de 1939 – junio de 1940)
- Coronel Botho Jacobson – (20 de enero de 1944 – 15 de abril de 1945)
- Mayor Hans Hakenholt – (16 de abril de 1945 – 8 de mayo de 1945)

## Servicios
- agosto de 1939 – junio de 1940: conocida como Estado Mayor de Reconocimiento Negro.
- 1 de marzo de 1944: sin informes.
- 1 de abril de 1944: bajo la 16° División Antiaérea con 252° Regimiento Mixto Antiaéreo (v), 295° Regimiento Mixto Antiaéreo (v), 415° Regimiento Ligero Antiaéreo (v), 765° Regimiento Ligero Antiaéreo (v) y Scheinw.Ausbst. Antwerpen.
- 1 de mayo de 1944: bajo la 16° División Antiaérea con 252° Regimiento Mixto Antiaéreo (v), 295° Regimiento Mixto Antiaéreo (v), 415° Regimiento Ligero Antiaéreo (v), 765° Regimiento Ligero Antiaéreo (v) y Scheinw.Ausbst. Antwerpen.
- 1 de junio de 1944: bajo la 16° División Antiaérea con 252° Regimiento Mixto Antiaéreo (o), 295° Regimiento Mixto Antiaéreo (v), 415° Regimiento Ligero Antiaéreo (v), 765° Regimiento Ligero Antiaéreo (v) y Scheinw.Ausbst. Antwerpen.
- 1 de julio de 1944: bajo la 20° Brigada Antiaérea (16° División Antiaérea), con 252° Regimiento Mixto Antiaéreo (o), 295° Regimiento Mixto Antiaéreo (v), 415° Regimiento Ligero Antiaéreo (v), 765° Regimiento Ligero Antiaéreo (v) y Scheinw.Ausbst. Antwerpen.
- 1 de agosto de 1944: bajo la 20° Brigada Antiaérea (16° División Antiaérea), con 252° Regimiento Mixto Antiaéreo (o), 415° Regimiento Ligero Antiaéreo (v), 765° Regimiento Ligero Antiaéreo (v) y 9998° Batería z.b.V.
- 1 de septiembre de 1944: bajo la 20° Brigada Antiaérea (16° División Antiaérea, XIV Comando Aéreo), con 252° Regimiento Mixto Antiaéreo (o), 415° Regimiento Ligero Antiaéreo (v), 765° Regimiento Ligero Antiaéreo (v) y 9998° Batería Pesada Antiaérea z.b.V.
- 1 de octubre de 1944: bajo la 16° División Antiaérea sin unidades adheridas(?).
- 1 de noviembre de 1944: bajo la 16° División Antiaérea con el Stab/173° Regimiento Pesado Antiaéreo (o) con 6 baterías (1° Escuadra/173° Regimiento Pesado Antiaéreo (o), 1° Escuadra, 4° Escuadra/112° Regimiento Pesado Antiaéreo (b.motorizada), 6° Escuadra/401° Regimiento Pesado Antiaéreo (b.motorizada), 1° Escuadra, 3° Escuadra/573° Regimiento Pesado Antiaéreo (b.motorizada)); 591° Regimiento Mixto Antiaéreo (v); Stab, 1° Escuadra, 3° Escuadra, 4° Escuadra/668° Regimiento Ligero Antiaéreo (v); Stab, 2° Escuadra, 4° Escuadra/694° Regimiento Ligero Antiaéreo (v); 764° Regimiento Ligero Antiaéreo (v).
- 1 de diciembre de 1944: bajo la 16° División Antiaérea con mixta I Grupo/18° Regimiento Antiaéreo (motorizada); 369° Regimiento Ligero Antiaéreo (v); Stab/602° Regimiento Mixto Antiaéreo (b.motorizada) con 5 baterías (1° Escuadra, 2° Escuadra/602° Regimiento Mixto Antiaéreo (b.motorizada), 4° Escuadra/137° Regimiento Pesado Antiaéreo (b.motorizada), 8° Escuadra/647° Regimiento Pesado Antiaéreo (b.motorizada), 7° Escuadra/876° Regimiento Ligero Antiaéreo (b.motorizada))
- 1945: el XIV Comando Aéreo.